# Морские окуньки
Морские окуньки (лат. Sebastiscus) — род морских лучепёрых рыб из подсемейства Sebastinae семейства скорпеновых. Представители рода распространены в Тихом океане. Длина тела составляет от 25 до 37 см. Напоминают морских окуней (Sebastes), но обычно мельче и окрашены по-другому. Живородящие рыбы с внутренним оплодотворением. Это придонные хищные рыбы, поджидающие добычу в засаде.

## Классификация
На декабрь 2018 года в род включают 3 вида:
- Sebastiscus albofasciatus (Lacépède, 1802) — Белополосый морской окунёк[1]
- Sebastiscus marmoratus (Cuvier, 1829) — Мраморный морской окунёк[1]
- Sebastiscus tertius (Barsukov & L. C. Chen, 1978)